# Nicola Bellomo
Nicola Bellomo (Bari, 2 febbraio 1881 – Nisida, 11 settembre 1945) è stato un generale italiano.
Figlio di Andrea Bellomo ed Isabella Ungaro, accusato di crimini di guerra e fucilato dagli inglesi, nel 1951 fu decorato dalla Repubblica Italiana con la Medaglia d'argento al Valor militare.

## Biografia

### Prima della guerra
Ufficiale di carriera proveniente dall'Accademia Militare, Bellomo si era particolarmente distinto durante la prima guerra mondiale con il grado di capitano di artiglieria, ottenendo la decorazione di Croce di Cavaliere dell'Ordine militare d'Italia. Mite nell'aspetto, era in realtà temuto da colleghi e sottoposti per il carattere spigoloso, poco incline ai compromessi; i superiori, invece, l'apprezzavano per l'acume intellettuale, per il vivace spirito d'iniziativa e per i solidi valori morali sempre dimostrati. Lasciò il servizio attivo da Comandante del Distretto Militare di Benevento nel 1936.

### L'Operazione Colossus

Nicola Bellomo nel 1941 in visita al presidio di Bari

Fu richiamato in servizio il 15 gennaio 1941 per esigenze belliche, con il grado di generale di brigata, e gli fu affidato l'incarico di Comandante del Presidio Militare di Bari. Anche in questa veste, il generale Bellomo ebbe la possibilità di mettere in mostra spiccate doti militari. Guidò personalmente le ricerche di un gruppo di incursori inglesi che, paracadutatisi nelle campagne nei pressi di Calitri (AV) nella notte tra il 10 e l'11 febbraio 1941, avevano distrutto con cariche esplosive il ponte-canale Tràgino e danneggiato il ponte-canale Ginestra dell'Acquedotto pugliese (Operazione Colossus).
In soli tre giorni di ricerche, i bersaglieri e i carabinieri (coadiuvati dalla popolazione civile) agli ordini del generale Bellomo riuscirono a catturare tutti i 35 uomini del commando, che vennero poi rinchiusi nel campo di prigionia di Torre Tresca (BA). Dopo la cattura, Bellomo impedì ai civili di eseguire una sommaria esecuzione dei sabotatori, ma trattenne come "preda bellica" la Colt Pocket mod. 1903 del maggiore comandante il commando britannico.

### I fatti di Torre Tresca e le inchieste
La notte del 30 novembre 1941, due ufficiali inglesi - il capitano George Playne e il tenente Roy Roston Cooke - riuscirono a fuggire dal campo di prigionia, ma furono ricatturati alcune ore più tardi. Riportati a Torre Tresca, trovarono ad accoglierli il generale Bellomo e il capitano Sommavilla che vollero farsi mostrare dai due ufficiali il punto esatto da cui erano evasi e le modalità di evasione. Infatti il controspionaggio italiano sospettava l'esistenza di una rete spionistica inglese che si avvaleva dell'aiuto di ufficiali italiani. In quell'occasione, i due ufficiali inglesi - secondo la ricostruzione italiana - avrebbero approfittato dell'oscurità per tentare nuovamente la fuga.
A quel punto Bellomo ordinò di aprire il fuoco: il Capitano Playne fu raggiunto alla nuca da un solo colpo che gli risultò fatale, mentre il Tenente Cooke fu ferito ad un gluteo. L'inchiesta interna avviata dall'Esercito Italiano e condotta dai generali Luigi De Biase (comandante del IX corpo d'armata di Bari) e Enrico Adami Rossi (comandante della Difesa territoriale di Bari) avvalorò la tesi fornita dal generale Bellomo, surrogata anche dalle dichiarazioni e dalle testimonianze degli altri militari presenti all'accaduto,  ovvero che il generale Bellomo avesse dato ordine di sparare solo dopo la fuga dei due ufficiali inglesi. Qualche mese più tardi, si indagò di nuovo sull'accaduto, questa volta con una nuova inchiesta sollecitata dal governo britannico che affidò l'incarico alla Legazione svizzera a Roma e alla Croce Rossa. Anche questa nuova inchiesta pervenne alle medesime conclusioni della precedente.

### Il salvataggio del porto di Bari

9 settembre 1943, il porto di Bari subito dopo gli scontri tra i guastatori tedeschi e i soldati italiani

Il 26 luglio 1943 Bellomo fu nominato comandante della CLI Legione CCNN "Domenico Picca". Il 9 settembre 1943, dopo l'armistizio dell'8 settembre 1943 a Bari, il Generale Bellomo venne fortuitamente a conoscenza della notizia che il generale tedesco Sikenius aveva mandato dei guastatori per distruggere le principali infrastrutture portuali della città pugliese. Bellomo raccolse alcuni nuclei di militari italiani presso la caserma della Milizia Volontaria per la Sicurezza Nazionale e della Guardia di Finanza.
A questi si affiancarono dei genieri del 9º Reggimento guidati dal sottotenente Michele Chicchi. Con questi ridotti nuclei attaccò i guastatori tedeschi che avevano già preso posizione nei punti nevralgici della grande struttura. Costretti sulla difensiva, i tedeschi furono obbligati ad una ritirata da due attacchi condotti dal generale Nicola Bellomo e infine alla resa. Bellomo fu anche ferito durante questi scontri. Bellomo riuscì anche a coinvolgere i civili nella difesa della città, tanto che ragazzi di Bari vecchia affrontarono i tedeschi con armi in parte fornite dallo stesso Bellomo, tra cui alcune casse di bombe a mano Ritiratisi i tedeschi, gli inglesi poterono successivamente sbarcare a Bari in completa sicurezza, usufruendo di infrastrutture portuali pienamente efficienti.

### Il processo e la condanna
Il Generale Bellomo mantenne la sua carica fino al 28 gennaio 1944, quando la polizia militare britannica lo arrestò nel suo ufficio "per aver sparato o fatto sparare contro due ufficiali britannici, causando la morte di uno di essi e il ferimento dell'altro". Al momento dell'arresto, non esistevano a carico del generale elementi precisi in mano agli inquirenti inglesi. Solo il 5 giugno 1945 (dopo circa un anno dall'arresto) il tenente Roy Roston Cooke presentò una denuncia scritta e circostanziata contro il generale stesso, il quale, nel frattempo, era stato più volte trasferito tra i campi di concentramento alleati di Grumo Appula, di Padula e di Afragola (il campo 209). Solo il 14 luglio 1945 gli fu comunicato il deferimento dinnanzi alla Corte Marziale e accusato di aver sparato con la propria Colt Pocket contro i due ufficiali inglesi, nonostante Bellomo avesse sempre negato - sotto giuramento - di aver mai usato l'arma in quel frangente. Lo stesso Bellomo ricostruì così gli avvenimenti:
(Nicola Bellomo durante la propria difesa.)
La Corte, il 28 luglio 1945, dopo poco più di un'ora di camera di consiglio pronunciò la sentenza di condanna a morte, eseguita mediante fucilazione presso il carcere di Nisida. Bellomo rifiutò di inoltrare richiesta di grazia. Il generale Bellomo fu l'unico ufficiale italiano fucilato, per "crimini di guerra", a seguito di una sentenza emessa da un tribunale militare speciale britannico.

### Il tentativo di riabilitazione
Nel 2005 l'allora sottosegretario alla Difesa Rosario Giorgio Costa durante una celebrazione della giornata della Forze Armate annunciò l'intenzione di aprire un processo di riabilitazione di Bellomo.
La città di Bari gli ha dedicato via Generale Nicola Bellomo, vicino al Policlinico Cotugno.

## Aspetti controversi sull'operato della Corte Marziale britannica
L'operato della Corte Marziale britannica è considerato controverso: essa non si avvalse delle due precedenti inchieste svolte l'una del Regio Esercito italiano e l'altra dalla Croce Rossa su input dello stesso Governo britannico e non fu permesso al generale Enrico Adami Rossi chiamato dalla difesa ma prigioniero degli americani, di poter testimoniare, mentre la testimonianza del generale De Biase, raccolta da un ufficiale dei carabinieri, non fu accettata poiché mancante della formula del giuramento. Non si diede peso alle contraddittorie dichiarazioni del tenente Cooke (prima asserì che le sentinelle italiane gli spararono da distanza, poi ritrattò dicendo che fu il generale Bellomo in persona a sparare a bruciapelo a lui e al capitano Payne).
Bellomo fu inoltre accusato dai quattro militari italiani che avevano partecipato all'arresto del tenente Cooke e del capitano Playne che raccontarono versioni contrastanti tra loro. Il sottotenente Stecconi testimoniò di essere disarmato e che Bellomo aprì il fuoco senza dare alcun ordine. Il soldato Gigante sostenne invece che fu dato l'ordine di fare fuoco ma di non aver fatto fuoco. Il soldato Olivieri raccontò anch'esso di aver ricevuto l'ordine di sparare ma di aver sparato in aria. Il soldato Curci sostenne anch'esso di aver sparato in aria e accusò anche Sommavilla. Testimoniarono tutti e quattro di non aver sparato ai prigionieri e che fu lo stesso generale ad uccidere il prigioniero, ma Bellomo era armato con la pistola mentre le ferite sul corpo dei due fuggitivi erano causate da proiettili di fucile.
In un suo libro Peter Tompkins - referente dell'OSS a Roma nel 1944 - sostiene, riprendendo le conclusioni di Ruggero Zangrandi, che il generale Bellomo fu vittima delle macchinazioni di Badoglio e dei monarchici che volevano eliminare un testimone pericoloso dei giorni della fuga del dopo 8 settembre:
(Peter Tompkins)
Commenta invece Eugenio Di Rienzo citando Emilio Gin:
"La faziosità del dispositivo della corte militare britannica, contrario alla Convenzione di Ginevra e al più elementare criterio di giustizia, non sfuggì al corrispondente inglese Steve Ray. Il giornalista scriveva infatti al deputato laburista Igor Thomas di ritenere che «il verdetto è contro il peso delle prove, che le capacità di accusa e difesa non erano eque, che insufficiente rilevanza è stata data a chiare circostanze attenuanti e al comportamento di Bellomo tenuto subito dopo l'8 settembre».
Secondo la testimonianza di Ray, l'affare Bellomo sarebbe stato quindi un vero e proprio caso di «giustizia politica», con il quale l'Alto Comando inglese dava libero sfogo alla sua volontà punitiva nei confronti dell'ex avversario di guerra. Questa interpretazione largamente diffusa non convince però Gin che si mostra scettico anche nei confronti della tesi secondo la quale la decisione del tribunale sarebbe stata influenzata da una fitta trama di delazioni orchestrata dagli elementi baresi maggiormente compromessi con la dittatura fascista. Più verosimile appare invece a Gin l'esistenza di una «pista rossa» che avrebbe condotto Bellomo dinnanzi al plotone d'esecuzione. L'inflessibilità del comandante della Piazza di Bari e la sua decisione nel far rispettare rigidamente l'ordine costituito accrebbe il numero dei suoi nemici ben oltre la cerchia dei conniventi con le forze germaniche e dei nostalgici del caduto regime. Il CLN pugliese non esitava infatti a definirlo senza mezzi termini «un nevrastenico» e «un ex fascista», accusandolo esplicitamente di essere uno dei maggiori ostacoli alla rinascita della vita democratica nella regione in linea con l'impostazione reazionaria del governo Badoglio.

Inoltre, in quel torbido settembre del 1943 un flusso continuo di denunce, per lo più anonime, relative a casi di favoreggiamento col nemico da parte dei comandi militari italiani, avvenute durante gli scontri successivi all'armistizio, venivano indirizzate alle autorità militari inglesi. Gli stessi Carabinieri Reali non erano rimasti incolumi da quella che apparve ben presto come una vera e propria campagna di criminalizzazione volta a discreditare le forze regolari italiane e l'istituzione monarchica. Di quella campagna Bellomo finì per essere la principale vittima, ma con la condanna infamante che pose fine alla sua vita si volle far scomparire soprattutto la memoria della resistenza del ricostituito Esercito italiano che, tra 8 settembre 1943 e 25 aprile 1945, arrivò a schierare circa mezzo milione di uomini, inquadrati in sei Gruppi di combattimento, fornendo un concorso sicuramente più decisivo alla sconfitta delle forze naziste di quello rappresentato dalle sparute formazioni partigiane".

## Il Ricordo
Il 28 aprile 2023 il Sindaco di Bari ed il Comandante delle Forze Operative Sud dell'Esercito, alla presenza anche dei familiari del Generale Bellomo, scoprivano sull'isola di Nisida una targa ricordo nel luogo della fucilazione, recuperando altresì l'originaria lapide posta nel sito della prima tumulazione e piantando un albero d'ulivo donato da cittadini del barese.
1ª Lapide:
```
Morire vuol dire sopravvivere
con queste parole
il Generale
NICOLA BELLOMO
eroico difensore di Bari
si immolò su questa isola
l’11.9.1945
orgogliosamente consapevole
di dare col proprio sacrificio
gloria al Suo nome
ed all’Esercito Italiano
```

2ª Lapide (28.04.2023):
```
In questo luogo
all’alba dell’11 settembre 1945
veniva fucilato
il generale
Nicola Bellomo
eroe dei due conflitti mondiali. 
Il tempo
gli ha già reso giustizia
```